# ラスト・オブ・ア・ダイイン・ブリード
『ラスト・オブ・ア・ダイイン・ブリード』（Last of a Dyin' Breed）は、アメリカ合衆国のロック・バンド、レーナード・スキナードが2012年に発表した14作目のスタジオ・アルバム。

## 背景
前スタジオ・アルバム『神と銃』（2009年）に引き続き、ボブ・マーレットがプロデューサーに起用された。また、マーレットの紹介により『神と銃』にゲスト参加したジョン5も、再び本作の制作に貢献した。
ゲイリー・ロッシントンによれば、本作からの第1弾シングルとなったタイトル曲は、1970年代に人気を博したサザン・ロック・バンドの殆どが解散やメンバーの死で忘れられつつあるため、自分達が「絶滅危惧種のバンドの一つ」という思いが反映されたという。

## 反響・評価
母国アメリカの総合アルバム・チャートBillboard 200では14位に達し、前スタジオ・アルバム『神と銃』に引き続き全米トップ20入りを果たした。フィンランドのアルバム・チャートでは初登場10位となり、6週連続でトップ50入りするヒットとなった。一方、イギリスでは『神と銃』ほどの成功は収められず、2012年9月29日付の全英アルバムチャートで83位となるが、翌週にはトップ100圏外に落ちた。
Stephen Thomas Erlewineはオールミュージックにおいて5点満点中3点を付け「最初のフレーズが"The Ballad of Curtis Loew"を思わせる"Good Teacher"や、"Freebird"の遠戚と言える、ソウル色が強く舞い上がるようなバラード"Ready to Fly"といった、過去を振り返ったような曲もあるかもしれないが、ジョニー・ヴァン・ザント、ゲイリー・ロッシントン、リッキー・メドロックは単に過去の栄光を取り戻そうとしているだけではない。ニッケルバックを思わせる、贅肉が削ぎ落とされた"Homegrown"や、元マリリン・マンソンのギタリストであるジョン5を再びゲストに起用した点、それにティーパーティー賛歌の"Nothing Comes Easy"を書いたことからもわかるように、彼らは現代の世界と折り合いをつけている」と評している。

## 収録曲
1. ラスト・オブ・ア・ダイイン・ブリード - "Last of a Dyin' Breed" (Gary Rossington, Johnny Van Zant, Rickey Medlocke, Mark Matejka, Dan Serafini, Bob Marlette) - 3:51
2. ワン・デイ・アット・ア・タイム - "One Day at a Time" (G. Rossington, J. Van Zant, R. Medlocke, Marlon Young) - 3:46
3. ホームグロウン - "Homegrown" (G. Rossington, J. Van Zant, R. Medlocke, Blair Daly) - 3:41
4. レディ・トゥ・フライ - "Ready to Fly" (G. Rossington, J. Van Zant, R. Medlocke, Audley Freed) - 5:26
5. ミシシッピ・ブラッド - "Mississippi Blood" (G. Rossington, J. Van Zant, R. Medlocke, Jaren Johnston) - 2:57
6. グッド・ティーチャー - "Good Teacher" (J. Van Zant, Donnie Van Zant, Tom Hambridge, B. Daly) - 3:07
7. サムシング・トゥ・リヴ・フォー - "Something to Live for" (G. Rossington, J. Van Zant, R. Medlocke, John Lowery, B. Marlette) - 4:29
8. ライフズ・トゥイステッド - "Life's Twisted" (B. Daly, Jon Lawhon, Chris Robertson) - 4:33
9. ナッシング・カムズ・イージー - "Nothing Comes Easy" (G. Rossington, J. Van Zant, R. Medlocke, T. Hambridge) - 4:13
10. ハニー・ホール - "Honey Hole" (G. Rossington, J. Van Zant, R. Medlocke, T. Hambridge) - 4:35
11. スタート・リヴィン・ライフ・アゲイン - "Start Livin' Life Again" (J. Van Zant, D. Van Zant, B. Marlette, J. Lowery) - 4:26

### 日本盤ボーナス・トラック
「ホワッツ・ユア・ネイム（ライヴ）」を除く4曲は、アメリカやヨーロッパで発売された限定デジパック盤にも収録された。
1. プア・マンズ・ドリーム - "Poor Man's Dream" (G. Rossington, J. Van Zant, R. Medlocke, J. Lowery, B. Marlette) - 4:07
2. ドゥ・イット・アップ・ライト - "Do It Up Right" (G. Rossington, J. Van Zant, R. Medlocke, T. Hambridge) - 3:56
3. サッド・ソング - "Sad Song" (G. Rossington, J. Van Zant) - 4:01
4. ロウ・ダウン・ダーティ - "Low Down Dirty" (G. Rossington, J. Van Zant, R. Medlocke) - 3:18
5. ホワッツ・ユア・ネイム（ライヴ） - "What's Your Name" (G. Rossington, Ronnie Van Zant) - 3:36

## 参加ミュージシャン
- ジョニー・ヴァン・ザント - ボーカル
- ゲイリー・ロッシントン - ギター
- リッキー・メドロック - ギター
- マーク・マテイカ - ギター
- ピーター・キーズ - キーボード
- ジョニー・コルト - ベース
- マイケル・カーテロン - ドラムス

アディショナル・ミュージシャン
- マイク・ブリグナーデロ - ベース
- グレッグ・モロー - ドラムス
- ジョン5 - ギター
- ジェリー・ダグラス - ドブロ・ギター
- ステイシー・ミシェル・プランク、チップ・デイヴィス - バッキング・ボーカル
- リサ・パレード - ストリングス・アレンジ(on #4)